# A. Smith Bowman

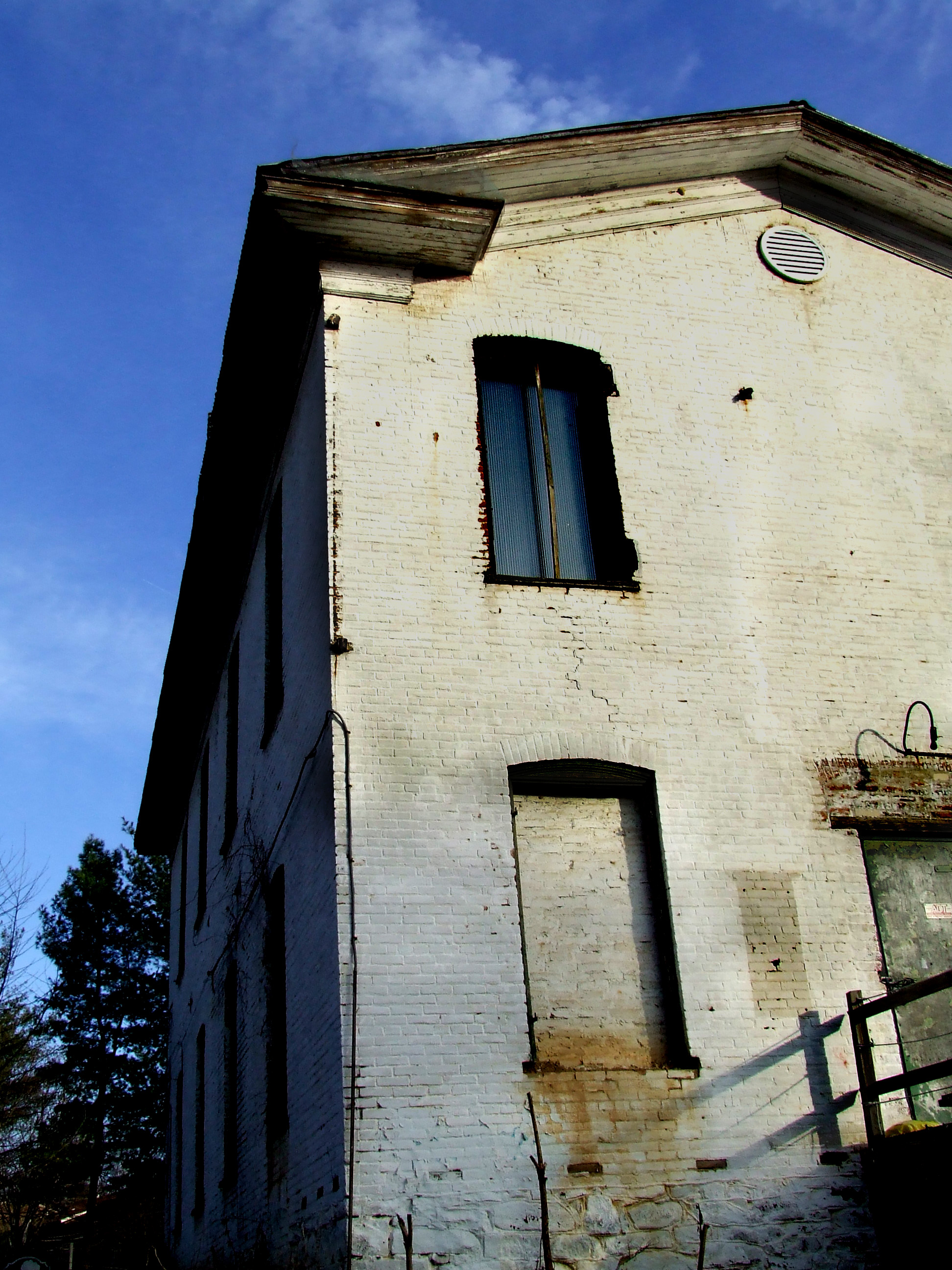
Ehemaliges Destilleriegebäude im Fairfax County.

A. Smith Bowman ist eine US-amerikanische Whiskey-Brennerei in Fredericksburg, Virginia. Es ist damit der einzig traditionelle Hersteller von Bourbon Whiskey, der seinen Sitz nicht in Kentucky hat. Bekanntestes Produkt der Brennerei ist der Virginia Gentleman. Seit 2003 gehört A. Smith Bowman zum in New Orleans ansässigen Getränkekonzern Sazerac Company.

## Geschichte
Abraham Smith Bowman wurde als Händler für Automobile reich, die er in Indiana verkaufte. Im Jahr 1927 kaufte er ein 7.000 Acres (etwa 2800 Hektar) Land in Virginia, auf denen er Landwirtschaft betrieb.
Abraham Smith Bowman gründete die Brennerei 1935 zwei Jahre nach dem Ende der Prohibition auf der Sunset Hills Farm, dem Familienbesitz der Bowmans in Fairfax County, Virginia. Die Bowmans bauten die Grundstoffe für den Whiskey auf der eigenen Farm an, innerhalb weniger Jahre entwickelte sich auf Sunsets Hills ein eigenes kleines Dorf mit 50 Gebäuden. Wichtigster Markt war das nahe gelegene Washington, D.C. Zwischen 1954 und 1968 betrieb die Brennerei einen eigenen Bahnhof mit angeschlossener Post, die Sunset Hills Station.
1988 verlegte der Produzent seinen Sitz nach Fredericksburg auf das Gelände einer ehemaligen Zellophan-Fabrik, um dem hohen Besiedlungsdruck im stark prosperierenden Norden Virginias auszuweichen.
Die Brennerei blieb bis 2003 in Familienbesitz, bis sie an die Sazerac Company verkauft wurde, der unter anderem auch die Buffalo-Trace-Destillerie in Kentucky gehört.
Seit 1988 findet der erste Brandvorgang in Kentucky auf dem Gelände von Buffalo Trace statt, während der zweite, langsamere Brand in Kupfer-Brennblasen vor Ort in Virginia durchgeführt wird. In Virginia wird der Whiskey auch gereift.

## Whiskeys
Wichtiges Produkt von A. Smith Bowman ist der Virginia Gentleman. Dieser hat einen vergleichsweise hohen Mais-Anteil in der zugrunde liegenden Maische, was Virginia Gentleman zu einem vergleichsweise süßen Whiskey macht. Darüber hinaus produziert A. Smith Bowman in kleineren Mengen noch die Whiskeysorten Bowman Brothers Bourbon, Abraham Bowman Bourbon, George Bowman Bourbon und John J. Bowman Bourbon. Neben Whiskey produziert A. Smith Bowman auch Rum, Gin und Tequila.